# Gija Goeroeli
Gija Goeroeli (Georgisch: გია გურული) (Tsjiatoera, 20 mei 1964) is een voormalig voetballer uit Georgië, die gedurende zijn actieve loopbaan als aanvaller speelde voor onder meer Dinamo Tbilisi. Hij is de vader van profvoetballer Aleksander Goeroeli (1985), die in 2010 zijn debuut maakte voor de nationale ploeg van Georgië.

## Interlandcarrière
Goeroeli senior speelde in 1994 drie officiële interlands voor het Georgisch voetbalelftal. Hij wordt in eigen land vooral herinnerd aan het feit dat hij het eerste doelpunt uit de geschiedenis van de nationale ploeg maakte. Dat gebeurde op 27 mei 1990 in een officieuze oefeninterland tegen Litouwen, toen Goeroeli in de 62ste minuut de gelijkmaker (1-1) aantekende. De wedstrijd eindigde in 2-2. Het tweede Georgische doelpunt kwam op naam van Kacha Katsjarava.

## Trainerscarrière
Op 10 maart 2004 maakte de Georgische voetbalbond bekend dat Goeroeli was benoemd tot assistent-bondscoach van de Georgische nationale ploeg. Hij werd de rechterhand van de net aangestelde hoofdcoach, voormalig Frans international Alain Giresse.

## Erelijst
Iberia Tbilisi
- Georgisch landskampioen

1990
- Topscorer Oemaghlesi Liga

1990 (18 goals)
 GKS Katowice
- Pools bekerwinnaar

1991
- Winnaar Poolse Supercup

1991